# Thunbergia trachychlamys
Thunbergia trachychlamys är en akantusväxtart som beskrevs av Cornelis Eliza Bertus Bremekamp. Thunbergia trachychlamys ingår i släktet thunbergior, och familjen akantusväxter. Inga underarter finns listade i Catalogue of Life.